# Distretto di Bhadrak
Il distretto di Bhadrak è un distretto dell'Orissa, in India, di 1 332 249 abitanti. Il suo capoluogo è Bhadrak.